# Фоменково Второе
Фоменково Второе (укр. Хоменкове Друге) — село, относится к Белокуракинскому району Луганской области Украины.
Население по переписи 2001 года составляло 15 человек. Почтовый индекс — 92223. Телефонный код — 6462. Занимает площадь 0,501 км². Код КОАТУУ — 4420987204.

## Местный совет
92222, Луганська обл., Білокуракинський р-н, с. Павлівка  (укр.)